# Flaucourt
Flaucourt (picardisch: Floucourt) ist eine französische Gemeinde mit 296 Einwohnern (Stand 1. Januar 2022) im Département Somme in der Region Hauts-de-France im Norden von Frankreich. Die Gemeinde gehört zum Kanton Péronne und ist Teil der Communauté de communes de la Haute Somme.

## Geographie
Biaches liegt westlich von Péronne an der Départementsstraße D1 und erstreckt sich bis zur Autoroute A1.

## Geschichte
Die Gemeinde erhielt als Auszeichnung das Croix de guerre 1914–1918.

## Bevölkerungsentwicklung
| 1962 | 1968 | 1975 | 1982 | 1990 | 1999 | 2006 | 2020 |
| ---- | ---- | ---- | ---- | ---- | ---- | ---- | ---- |
| 350  | 327  | 299  | 348  | 330  | 324  | 327  | 291  |

## Verwaltung
Bürgermeisterin (Maire) ist seit 2008 Valérie Gaudefroy.